# Kostel svatého Bartoloměje (Ktiš)
Kostel svatého Bartoloměje ve Ktiši je kulturní památka České republiky a farní kostel římskokatolické farnosti Ktiš. Součástí této kulturní památky je hřbitov obehnaný ohradní zdí.

## Historie
Kostel byl založen v roce 1310 opatem kláštera Zlatá Koruna Dětřichem. Svěcení kostela, postaveného v gotickém slohu, vykonal téhož roku biskup Heřman. Přestavba kostela proběhla v 90. letech 15. století, kostel byl opětovně vysvěcen roku 1493. Další přestavba, a to v barokním stylu, proběhla na přelomu 80. a 90. let 17. století pod vedením G. Canevalleho. Horní část věže byla v roce 1878 zvýšena a upravena pseudogoticky.

## Interiér
Hlavní oltář je barokní, v letech 2011 až 2014 byl restaurován. Kamenná křtitelnice pochází z roku 1702. V kostele jsou dva náhrobníky (ze 17. a 18. století). Varhany pocházejí z roku 1703, v roce 1890 byla provedena jejich oprava a úprava.